# آمینتوره فانفانی
آمینتوره فانفانی (ایتالیایی: Amintore Fanfani؛ ۶ فوریهٔ ۱۹۰۸ – ۲۰ نوامبر ۱۹۹۹) یک سیاست‌مدار، دیپلمات، اقتصاددان و استاد دانشگاه اهل ایتالیا بود که برای بار اول از تاریخ  ۱۸ ژانویه ۱۹۵۴ تا تاریخ ۱۰ فوریه ۱۹۵۴، برای بار دوم از تاریخ ۱ ژوئیه ۱۹۵۸ تا تاریخ ۱۵ فوریه ۱۹۵۹، برای بار سوم از تاریخ ۲۶ ژوئیه ۱۹۶۰ تا تاریخ  ۲۱ ژوئن ۱۹۶۳، برای بار چهارم از تاریخ ۱ دسامبر ۱۹۸۲ تا تاریخ ۴ اوت ۱۹۸۳ و در نهایت برای بار پنجم از تاریخ ۱۷ آوریل ۱۹۸۷ تا تاریخ ۲۸ ژوئیه ۱۹۸۷ سمت نخست وزیری، برای بار اول از تاریخ ۵ ژوئن ۱۹۶۸ تا تاریخ ۲۶ ژوئن ۱۹۷۳، برای بار دوم از تاریخ ۵ ژوئیه ۱۹۷۶ تا تاریخ ۱ دسامبر ۱۹۸۲ و برای بار سوم از تاریخ ۹ ژوئیه ۱۹۸۵ تا تاریخ ۱۷ آوریل ۱۹۸۷ سمت ریاست مجلس سنا، برای بار اول از تاریخ ۱۶ ژوئیه ۱۹۵۳ تا تاریخ ۱۲ ژانویه ۱۹۵۴ و برای بار دوم از تاریخ ۲۸ ژوئیه ۱۹۸۷ تا تاریخ ۱۳ آوریل ۱۹۸۸ سمت وزارت کشور، برای بار اول از تاریخ ۱ ژوئیه ۱۹۵۸ تا تاریخ ۱۵ فوریه ۱۹۵۹ برای بار دوم از تاریخ ۵ مارس ۱۹۶۵ تا تاریخ ۳۰ دسامبر ۱۹۶۵ و برای بار سوم از تاریخ ۲۳ فوریه ۱۹۶۶ تا تاریخ ۵ ژوئن ۱۹۶۸ سمت وزارت امورخارجه و برای بار اول از تاریخ  ۲۶ ژوئیه ۱۹۵۱ تا تاریخ ۱۶ ژوئیه ۱۹۵۳ سمت وزارت کشاورزی ایتالیا را برعهده داشت. 
آمینتوره فانفانی در ۲۰ نوامبر ۱۹۹۹ در سن ۹۱ سالگی درگذشت.